# Воллінгфорд (Вермонт)
Воллінгфорд (англ. Wallingford) — місто (англ. town) в США, в окрузі Ратленд штату Вермонт. Населення — 2129 осіб (2020).

## Демографія
Згідно з переписом 2010 року, у місті мешкало 2079 осіб у 882 домогосподарствах у складі 600 родин. Було 1088 помешкань
Расовий склад населення:
| - 98,4 % — білих - 0,3 % — азіатів - 0,2 % — чорних або афроамериканців - 0,1 % — корінних американців |

До двох чи більше рас належало 1,0 %. Частка іспаномовних становила 0,6 % від усіх жителів.
За віковим діапазоном населення розподілялося таким чином: 18,8 % — особи молодші 18 років, 63,1 % — особи у віці 18—64 років, 18,1 % — особи у віці 65 років та старші. Медіана віку мешканця становила 47,5 року. На 100 осіб жіночої статі у місті припадало 98,9 чоловіків;  на 100 жінок у віці від 18 років та старших — 96,7 чоловіків також старших 18 років.
Середній дохід на одне домашнє господарство  становив 77 131 долар США (медіана — 61 382), а середній дохід на одну сім'ю — 89 497 доларів (медіана — 70 750). Медіана доходів становила 47 647 доларів для чоловіків та 57 772 долари для жінок. За межею бідності перебувало 6,0 % осіб, у тому числі 1,7 % дітей у віці до 18 років та 4,5 % осіб у віці 65 років та старших.
Цивільне працевлаштоване населення становило 1068 осіб. Основні галузі зайнятості: освіта, охорона здоров'я та соціальна допомога — 24,3 %, роздрібна торгівля — 17,4 %, виробництво — 16,9 %.